# Antifer mester csodálatos kalandjai
Jules Verne 1892-ben írta meg az Antifer mester csodálatos kalandjai regényét. A regény először 1894. január elseje és december 15-e között jelent meg a Magasin d'éducation et de récréation folyóiratban, könyv alakban Pierre-Jules Hetzel adta ki 1894. november 26-án.
A könyv hősei Antifer mester vezetésével egy legendás kincs megtalálásáért küzdenek, amelyet Kamülk pasa hagyott hátra azok számára, akik életében fontos szerepet játszottak. Ám a pasa által hátrahagyott utasítások hatalmas utazásra, váratlan szövetség-kötésre, sőt, házassági ígéret megtételére is kényszerítik az örökösöket. Verne vidám történetében szándékosan bosszantja a szereplőket, élvezi azok általa kitalált hányattatásait. A sodró lendületű könyv végére természetesen kiderül, hová rejtette Kamülk pasa mesés vagyonát és természetesen a szerelmesek is egymásé lesznek.
Verne saját hajójával, a Saint Michel III-mal 1884-ben bejárta a Földközi-tengert. Az út főbb pontjai: Nantes, Vigo, Lisszabon, Gibraltár, Orán, Algír, Bőne, La Goulette, Sakhara, Tunisz, Málta, Catania (és az Etna), Nápoly, Civita-Vecchia, Róma, Firenze, Velence... Az út olyan regényének megírásához járult hozzá, mint A lángban álló szigettenger, Sándor Mátyás és az Antifer mester csodálatos kalandjai.

## Tartalom
|  | Alább a cselekmény részletei következnek! |

Az egyiptomi születésű Kamülk pasa életét történelmi személyek – (Napoelon, II. Mahmud oszmán szultán, Muhammad Ali egyiptomi alkirály és fia, Ibrahim pasa) – és események – Napóleon Egyiptomi hadjárata, a Görög szabadságharc – alakítják. Ahogy gazdagodik, úgy gyűlnek ellenségei is, köztük unokaöccse, Murad. Murad áskálódása miatt Kamülk Aleppóba menekül, ám a háború ott is utoléri, ismét menekülni kell, hajóra száll 1831 áprilisában.
Kamülk pasa háromárbócosa össze-vissza hajózik a világ tengerén, elkerül minden hajóval való találkozást, vagy felismerhető partszakaszt. Teszik ezt azért, hogy a pasán és Zo kapitányon kívül a legénység ne is sejtse, hogy merre jár. A cél az, hogy olyan helyet leljenek, ami nincs a térképen. Ott akarja Kamülk pasa elrejteni három hordóba halmozott vagyonát, gyöngyöt, smaragdot és aranyat. Sikerrel járnak. A helyett dupla K betűvel jelöli meg. A regény további része 1861-ben játszódik.
A bretangei Saint-Maloban él a nyugdíjba vonult tengeri kapitány, Antifer mester nővérével, Nanonnal, Nanon lányával, Énogate-tal és gyámfiával, Juhellel. Legjobb barátja Gildas Trégomain édesvizi kapitány. Antifer harsány, kötekedő, Trégomain erős, halk szavú, jószívű. Kettejük civakodása végig kíséri a regényt.
Antifer apjától örököl egy iratot, amelyben hatalmas vagyon örökösének nevezik meg, az örökség arany, gyémánt és drágakő. Ám az irat csak félinformációt tartalmaz az örökség helyéről, északi szélesség 24°, 59’, de a hosszúsági fok nincs megadva, csak ígéret, hogy meg fogja kapni. És egy dupla K aláírás. Antifer letét kitölti az irat újra és újraolvasása, és dühöngés a félinformáció felett. Családja és barátja e dühkitörések áldozata.
Juhel és Énongate házasodni készül, Antifer egy feltétel mellett adja áldását a frigyre, az esküvő napjáig nem kapja meg a másik koordinátát. Egyik nap Antifer szokása szerint az állomáson figyeli az érkező utasokat és kiszúr egy idegent. Ben Omár alexandriai közjegyző épp őt keresi. A két férfi kölcsönösen igyekszik a másiktól megtudni a hiányzó koordinátát. Mivel egyikük sem enged, Omár teljesíti kötelezettségét és átadja a koordinátákat. Ám Kamülk pasa végrendelete kiköti, hogy Omár is jelen legyen a kincs kiásásakor, őt egy százalék jutalék illeti meg. Omár kíséretében találjuk Nazim irodavezetőt, aki nem más, mint az időközben elhunyt Murad fia, Szauk. Szauk az örökséget akarja, Omar fenyegetés hatására mondja őt irodavezetőjének.
A koordinátákkal megadott pont Omán mellett van a tengeren. Antifer, Juhel – akinek késik az esküvője –, Trégomain rengeteg kaland és viszontagság mellett a szigetre utazik. A Kormányos nevű angol gőzössel Saint Malo-ból Port Saidba utaznak, onnan vonattal mennek Szuezbe. Ben Omár és Nazin más úton jut el Szuezbe, mert Antifer mester szerint azért, mert együtt kell lenniük a kincs kiásásakor, még nem kell együtt utazniuk. Szuezből az Oxus óceánjáróval Masqatba hajóznak, onnan teveháton mennek Soharba, a Masqati imámság egyik titkosszolgálati tisztjének élénk figyelme kíséri útjukon. Soharban hajót bérelnek, megtalálják a szigetet és Kamülk pasa jele alól kiásnak egy dobozt.
A dobozban egy cédula van csak. Ez Kamülk üzenete, amelyből kiderül, hogy másik szigeten van a kincs elrejtve, amelynek ismét csak az egyik koordinátáját adja meg, a másikat a tuniszi Zambuco bankár ismeri. Aki ráadásul jogosult a fele kincsre, így Antifer százmilliós álma ötvenmilliósra apad.
A csapat Tuniszba utazik, Antifer felkeresi a nagyon gazdag Zambuco-t. Zambucot nem nagyon hozza lázba az ötvenmilliós örökség, egyetlen feltétellel hajlandó csak kiadni az általa ismert fél koordinátát, ha Antifer feleségül veszi húgát, a Máltán élő vénkisasszonyt, Talisma Zambuco-t. Antifer nehezen, de megteszi azzal a kikötéssel, hogy esküvőre csak a kincs megtalálása után kerülhet sor. Az egyezség megköttetett, a bankárral kiegészülő csapat, beleértve a Omárékat is a Mayumbai-öbölbe tart.
Tuniszból Bône-ig postakocsival, onnan Algírig hajóval, Algírból a Katalán gőzössel Dakarba utaznak. Innen a Cintra portugál gőzössel jutnak el Loangoba. Innen kellene eljutniuk Mayumbaiba, de nem igazán találják módját. Nazim egyik régi cimborájára, Barossora akad, elhatározzák, hogy kihasználják a helyzetet, és megszerzik a kincset. A pontos koordinátát azonban csak Antifer mester és Zambuco bankár ismeri. Barosso felajánlja, hogy hajóján, a Portalgere-n elviszi a csapatot Mayumbaiba. El is indulnak, ám egy viharban, szinte mérföldekre a céltól, a raktérben szállított elefántok megvadulnak, és addig mozognak, amíg a hajó el nem süllyed. Az utasok egy szigeten érnek partot.
Miközben a hajótöröttek a közeli városból érkező halászokra várnak, hogy azok megmentsék őket, Antifer akaratára felderítik a szigetet, amely lehet a megadott koordinátákon is, de ezt nem tudják, mert a viharban odavesztek a navigációs eszközeik. Rátalálnak Kamülk szignójára, kiásnak egy újabb fémdobozt a három hordó helyett. A fémdobozban két gyémántot találnak egy darab papír mellett. Az írás tudtukra adja egy harmadik sziget egyik koordinátáját és azt, hogy a másik adatot Edinburgh-ban Tyrconel úrnál találják meg.
Tyrconel a skót szabadegyház papja, aki heves szónoklatokat intéz a földi gazdagság ellen, és nem csak prédikál, de hű e gondolathoz is. Antifer mester, Trégomain, Juhel, Omár, Nazin, Zambuco bankár Edinburgh-ba utazik. Antifer felkeresi Tyrconelt, de az először letagadja, hogy hallott volna Kamülk pasáról, utána kijelenti, hogy nem érdekli az örökség, nem adja át a koordinátát, akár ismeri, akár nem. Kidobja Antifert. Nazimnál, azaz Szauknál elszakad a cérna, elmegy a paphoz, hogy kiverje belőle a titkot. Fél sikerrel jár, a pap túléli a támadást, Szauk menekül. De a koordináta is kitudódik, a pap bal vállára van tetoválva, ezt állapítja meg a rendőrségi vizsgálat is. Így az örökösök csapata ismét útnak indul, Szaukkal versenyezve.
Az új cél a Spitzbergák legdélebbi szigete, ezért Edinburgh-ból áthajóznak Bergenbe, Bergenből Hammerfestbe, és onnan a Kroon fedélzetén a cél felé. Rálelnek Kamülk pasa harmadik rejtekhelyére, de ismét csak egy üzenet fogadja őket. Ebben a pasa szentimentális levelét találják, az alján a kincs helyét megadva. Ám pont ez a rész elázott, olvashatatlan:
"Hogy ezt a szigetet megtalálják elég, ha ... sziget: ... fekszik ... mértani szabály ... sark"
Mindenki teljesen csalódottan tér vissza lakóhelyére. Antifer bezárkózik, szinte senkivel sem beszél. Juhel és Énogate az esküvőjére készül, amikor egy beszélgetés végén Juhel rájön, hogy a negyedik sziget a három ismert által alkotott kör középpontján lehet, valahol Szicília és Pantelleria szigete közt, az É 37° 26’ és K 10° 33’ koordinátákon. Meglepő módon Antifer mester nem parancsolja azonnal hajóra barátait, úgy kell unszolni, hogy induljanak.
Értesítik Omárt és Zambuco bankárt, Szicíliában találkoznak, hajóra szállnak és a kiszámolt pontra vitorláznak. Ahol nincs sziget. „De valaha volt egy... „ – mondja az őket szállító hajó kapitánya. És ez a megfejtés, a Santa Lucia avagy Júlia sziget 1831. június 31-én keletkezett egy víz alatti tűzhányó kitörése eredményeként, de decemberre elmosódott, alámerült, eltűnt. Antifer ismerte a sziget történetét, ezért vált életunttá, amikor Juhel kitalálta a pontos helyét.
|  | Itt a vége a cselekmény részletezésének! |

## Fejezetek
Első rész
1. amelyben egy ismeretlen hajó és egy ismeretlen kapitány egy ismeretlen szigetet keres egy ismeretlen tengeren
2. amelyben néhány feltétlenül szükséges magyarázattal szolgálunk
3. amelyben az ismeretlen szigetből feltörhetetlen páncélszekrény lesz
4. amelyben bemutatjuk az olvasónak Antifer fedélzetmestert és Gildas Trégomain hajótulajdonost, a két egymástól merőben elütő barátot
5. amelyben Gildas Trégomain csak nehezen tudja megállni, hogy ne mondjon ellent Antifer mesternek
6. Az első összecsapás Nyugat és Kelet között, amelyben ez utóbbi húzza a rövidebbet
7. amelyben egy nem nagyon béketűrő irodavezető Nazim néven rátukmálja magát Ben Omárra
8. amelyben meghallgathatunk egy zenétlen kvartettet, aminek egyik szólamát Gildas Trégomain énekli
9. amelyben Antifer mester atlaszának egyik térképén piros ceruzával  nagyon gondosan megjelölnek egy pontot
10. amelyben gyorsan beszámolunk a cardiffi Steersman gőzös útjáról Saint Malótól Port Saidig
11. amelyben Gildas Trégomain kijelenti, hogy Antifer barátja végül bizony még megbolondul
12. amelyben Szauk elhatározza: feláldozza Kamülk pasa kincsének a felét, hogy megkaparintsa a másik felét
13. amelyben Trégomain folyami hajós elég szerencsésen hajózik a "sivatag hajóján"
14. amelyben Antifer mester, Gildas Trégomain és Juhel nagyon kellemetlen napot tölt Soharban
15. amelyben Juhel megméri a nap állását bácsikája megbízásából s méghozzá a lehető legszebb időben
16. amely határozottan bizonyítja, hogy Kamülk pasa csakugyan egészen az Ománi-öböl vidékéig eljutott tengeri k# irándulásai során

Második rész
1. amelyben Juhel levele olvasható: elmeséli Énogate-nak Antifer mester hősi kalandjait
2. amelyben annak rendje-módja szerint bemutatjuk az olvasónak Antifer mester társörökösét
3. amelyben Antifer mesternek olyan fura ajánlatot tesznek, hogy megfutamodik a válasz elől
4. amelyben a Nyugat és Kelet között dúló ádáz harc ez utóbbi javára dől el
5. amelyben Ben Omárnak alkalma nyílik, hogy összehasonlítsa a szárazföldi és a tengeri közlekedést
6. amelyben a bône-algíri vasúti utazás és az algír-dakari hajóút eseményeit meséljük el
7. amelyben a Dakar és Loango közötti út különféle eseményeit és viszontagságait mondjuk el
8. amelyben bebizonyítjuk, hogy nem jó, ha bizonyos utasok afrikai vitorlás bárkára szállnak
9. amelyben Antifer mester és Zambuco kijelenti, hogy nem hagyja el a menedékül szolgáló kis szigetet addig, amíg be nem járta
10. amelyben Antifer mester és Zambuco bankár orra végül ugyancsak megnyúlik
11. amelyben Antifer mester és társai éppen nem nagy tetszéssel hallgatják Tyrcomel tiszteletes úr szentbeszédét
12. amelyben rájövünk, hogy nem könnyű szóra bírni egy makacs clergymant
13. amelynek a végén eltűnik ennek a tragikomikus történetnek a harmadik szereplője, más szóval az "áruló"
14. amelyben Antifer mester egy Kamülk pasa betűjelével ellátott újabb okmányt talál
15. amelyben kört ír le Énogate ujja, s megtudjuk, mi lett a következménye ennek az ártatlan szórakozásnak
16. amelyet különösen unokáinknak ajánlunk, akik néhány száz évvel utánunk fognak élni

## Szereplők
- Kamülk pasa, örökhagyó,
- Zo kapitány, Kamülk pasa kapitánya,
- Thomas Antifer, Pierre apja, Kamülk megmentője,
- Pierre-Servan-Malo Antifer mester (46)
- Nanon, Antifer nővére, Le Goât felesége, a férj halott
- Énogate, Nanon és Le Goat lánya, Juhel jegyese
- Juhel, hosszújáratú kapitány, Antifer unokaöccse, gyámfia, árva, Énogate vőlegénye,
- Gildas Trégomain (51), édesvízi kapitány, az Aranyos Amália hajó tulajdonosa,
- Ben Omár, alexandriai közjegyző,
- Nazin, Ben Omár irodavezetője,
- Szauk, Kamülk unokaöccse,
- Cip, a Steersman kapitánya,
- Bard, francia diplomata a Maskati Imámság fővárosában, Masqatban,
- Szélik, a Maskati Imámság titkosügynöke,
- Zambuco, tuniszi bankár,
- Talisma Zambuco, Zambuco húga, vénkisasszony,
- Barroso, portugál hajós és bűnöző,
- Tyrcomel, a skót szabadegyház papja,
- Olaf, hajósgazda,
- Jacopo Grappa, a Provideza kapitánya,

## Érdekességek
- Antifer nevét Verne a normandiai Le Havre környékén található Cape d’Antifer (Antifer-fok) és  Phare d’Antifer (Antifer világítótorony) nevekből vette, ahogy az Egyesült Államokbeli Cape Hatteras után nevezte el másik hősét, Hatteras kapitányt. Hasonlóan járt el Everest ezredes (Három orosz és három angol kalandjai), Dakkar herceg (A rejtelmes sziget) vagy Gil Braltar (Gil Braltar) esetében is.
- A csak az egyik koordináta ismert kihívás számos Verne regényben megtalálható, a Grant kapitány gyermekei talán a legismertebb, amelyben a déli 37° mentén keresik a hajótöröttet.
- A gazdagodás is visszatérő motívum: A különös végrendelet, a Dél csillaga, Az arany meteor vagy Az aranyvulkán.
- Juhel és Énogate épp úgy várni kényszerül, mint Axel és Grauben az Utazás a Föld középpontja felé regényben.
- Kikényszerített eljegyzéssel a Kéraban, a vasfejű regényben is szolgált Verne, Van Mitten kényszerült eljegyezni Zarabult.

## Szigetek koordinátái
Verne a regényben a párizsi meridiánhoz igazodó koordinátákat ad meg, Kamülk pasa 1831-ben ásta el kincseit, a greenwichi meridián használatát pedig 1884-ben fogadta el a washingtoni Nemzetközi Konferencia. Verne számos regényében a párizsi délkört használja.
- é. sz. 24° 59′ 00″, k. h. 57° 17′ 14″24.983333°N 57.287222°E (Ománi-öböl)
- d. sz. 3° 17′ 00″, k. h. 9° 43′ 14″3.283333°S 9.720556°E (Gabon partjainál)
- é. sz. 77° 19′ 00″, k. h. 17° 31′ 14″77.316667°N 17.520556°E (Spitzbergák)
- é. sz. 37° 26′ 00″, k. h. 12° 53′ 14″37.433333°N 12.887222°E (Júlia szigetek)

Amikor az ománi-öböl felé hajóznak a Földközi-tengeren: Juhelnek így szólt nagybátyjához: Szerencse, hogy Kamülk pasa nem ezen a vidéken választott ki egy szigetet a kincsei rejtekéül. — Igaz, ez szerencse valóban... nagy szerencse! — hagyta helyben Antifer mester. És az arca egészen elhalványodott arra a gondolatra, hogy az ő szigete oly tengerből emelkedhetett volna ki, amely alatt vulkanikus erők folyvást működnek.

## Magyar kiadások
- Franklin-Társulat, 1896 (első kiadás), fordító Huszár Imre
- Franklin-Társulat, 1917, fordító Huszár Imre[1]
- Móra, Budapest, 1962, fordító Bajomi Lázár Endre, illusztráció Zórád Ernő[1]
- Unikornis, Budapest, 2000, ISBN 9634273858, fordító Bajomi Lázár Endre, illusztráció Sárkány Győző[1]